# Courtney Hawkins
Courtney Hawkins (Estados Unidos, 11 de julio de 1967) es un atleta estadounidense retirado especializado en la prueba de 60 m vallas, en la que consiguió ser subcampeón mundial en pista cubierta en 1995.

## Carrera deportiva
En el Campeonato Mundial de Atletismo en Pista Cubierta de 1995 ganó la medalla de plata en los 60 m vallas, llegando a meta en un tiempo de 7.41 segundos, tras su compatriota Allen Johnson (oro con 7.39 segundos) y por delante del británico Tony Jarrett.